# Lucy Tasseor Tutsweetok
 (février 2020).
Si vous disposez d'ouvrages ou d'articles de référence ou si vous connaissez des sites web de qualité traitant du thème abordé ici, merci de compléter l'article en donnant les références utiles à sa vérifiabilité et en les liant à la section « Notes et références ».
Lucy Tasseor Tutsweetok (née en 1934 à Nunalla, une petite ville au Nord du Manitoba - morte le 12 avril 2012, à Arviat, Nunavut) est une sculptrice canadienne d'ethnie inuite. Elle a vécu à Arviat (aussi appelé Eskimo Point) dans le Nunavut, un territoire du Canada.

## Son œuvre
Elle a commencé à sculpter au début des années 1960 et s'est illustrée par un style extrêmement personnel qu'elle a su se créer et qui est reconnaissable entre mille : le caractère extrêmement stylisé de ses personnages, dans la pierre grise très rudimentaire du Keewatin où les visages ne sont représentés que par des entailles linéaires. Les personnages qu'elle sculpte sont rarement présentés en entier et la plupart du temps résumés au torse où les bras n'apparaissent que de façon rudimentaire. Souvent, des groupements de têtes suggèrent le caractère intimement lié
des membres d'une même famille. Les visages et les têtes sont très stylisés et semblables avec une arête de nez et des lignes horizontales de longueurs variées pour la bouche et les yeux.
Elle explique que cette semi-abstraction lui vient des images que son grand-père dessinait sur le sable.

## Reconnaissances
Ses œuvres ont d'emblée été reconnues comme majeures dans la production inuite et elle est présente dans les plus grandes expositions et en particulier celle sur Les Chefs-d'Œuvre de l'Arctique qui fut présentée dans les Musées de l'Homme occidentaux en 1971-1973 où 5 de ses sculptures sont illustrées. Les expositions de ses œuvres ont été aussi montrées en dehors du Canada tel qu'en Belgique et en France.
Ses œuvres illustrent aussi le catalogue-manifeste de 1983 intitulé Gardons fermement nos traditions et dans l'exposition d'ouverture du nouveau Musée canadien des civilisations : À l'Ombre du Soleil. En 1991, dans l'exposition Visions of Power, Art Contemporain des Nations Primitives. En 1992, elle était l'un des deux artistes inuits (avec Nick Sikkuark (1943-2013)) participant à l'importante exposition Indigena - perspectives autochtones contemporaines et fut aussi présente dans l'exposition de la ville de Montréal Nouveaux Territoires, 350/500 ans après sur l'art aborigène contemporain du Canada. Elle figurait également dans l'exposition Women of the North par la Galerie Marion Scott à Vancouver en 1992.
Elle est présente dans de grandes collections telles que celle de la famille Klamer, du Département des Affaires Indiennes et du Nord, du Musée des beaux arts de Winnipeg, de la collection Swinton, du Musée canadien de l'histoire, du Musée des beaux-arts de l'Ontario, du Musée des beaux-arts du Canada, du Musée national des beaux-arts du Québec et du Musée d'art inuit Brousseau à Québec.
Des livres sur l'art inuit, le Swinton et le Lord of the stone présentent plusieurs de ses sculptures ainsi que le livre Art Inuit (C. Baud et al.), Editions Fragments 1997 + 2006, de Ingo Hessel Ed. Douglas et Mc Intyre 1998 "Inuit Art, An introduction" n° 81. I.A.Q. 1998, Vol. 13, n°4, pages 20-21-22.